# DTAPサイクル
開発、テスト、受け入れ(承認)、本稼働(実稼働、本番) (英: Development, Testing, Acceptance and Production, DTAP) は、ソフトウェアテストと展開に対する段階的な手法の名称。DTAPの4文字は、次の一般的な手順を表す。
1. 開発 (Development): プログラムや構成要素が、開発システムで開発される。この開発環境にはテスト機能がない場合がある。
2. テスト (Testing): ソフトウェア開発者が準備ができていると判断したら、製品をテスト環境にコピーして、期待どおりに機能することを確認する。このテスト環境は、標準化されており、ターゲット環境と緊密に連携する。
3. 受け入れ (Acceptance): テストが成功すると、製品が受け入れテスト環境にコピーされる。受け入れテスト中に、顧客はこの環境で製品をテストして、期待を満たしているかどうかを確認する。
4. 本稼働 (Production): 顧客が製品を受け入れると、製品は実稼働環境に展開され、システムのすべてのユーザーが利用できるようになります。

DTAPサイクルに使用される環境一式は、多くの場合、DTAPストリートと呼ばれる。
プロジェクトの要求に応じて、環境一式の大小を変更する。また、その他にも手順が追加されることがある。
1. 教育 (Education): DTAPストリートの拡張で、実稼働環境のユーザー向けのトレーニング環境を用意する場合がある。
2. バックアップ (Backup): バックアップサイトは災害復旧に使用される。

DTAPは、プロジェクトによっては、DTAPB、DTP、DTEPなど、プロジェクトのニーズに応じて変種で対応することもある。